# Dottrina della Chiesa cattolica
La dottrina della Chiesa cattolica è l'insieme degli insegnamenti professati dalla Chiesa cattolica.

## Catechismo
Una moderna sintesi di tutta la dottrina cattolica può essere trovata nel Catechismo della Chiesa cattolica, la cui ultima versione è stata redatta nel 1992 sotto Papa Giovanni Paolo II da una commissione con a capo Joseph Ratzinger, futuro Papa Benedetto XVI, allora cardinale e prefetto della Congregazione per la dottrina della fede.
La Chiesa cattolica insegna che è stata istituita da Gesù Cristo per la salvezza di tutte le genti e che questo scopo viene raggiunto con gli insegnamenti e l'amministrazione dei sacramenti attraverso cui Dio garantisce la grazia. I suoi insegnamenti sono basati sulla scrittura e sulla tradizione apostolica.
Lo scopo primario della Chiesa è "essere il sacramento dell'intima unione degli uomini con Dio" e "la sua struttura è completamente ordinata alla santità delle membra di Cristo" (Catechismo della Chiesa Cattolica 775, 773).

## Rivelazione
La Chiesa cattolica afferma l'esistenza di un unico Dio, creatore onnipotente dell'universo e dell'umanità. L'uomo è dotato di libero arbitrio, in grado cioè di scegliere fra il bene e il male. Dio ha rivelato la propria legge prima al popolo d'Israele e in seguito, tramite Gesù Cristo, il figlio di Dio che condivide con Dio stesso la natura divina, agli altri popoli della terra. L'opera di Gesù Cristo prosegue nella Chiesa cristiana, guidata dallo Spirito Santo.
La Chiesa cattolica considera come fonti della rivelazione la Sacra Scrittura e la Tradizione. Vengono considerati autorevoli i canoni di 21 Concili ecumenici, di cui i primi sette in comune con le Chiese orientali e gli scritti dei Padri della Chiesa.
Nei riti occidentali cattolici viene professata una formula di fede (il Credo niceno-costantinopolitano) leggermente variata rispetto alla cristologia ortodossa per l'aggiunta del cosiddetto filioque, che costituì una delle cause di scisma con le Chiese ortodosse.

## Ecclesiologia
A partire dal Concilio Vaticano II, la Chiesa cattolica cerca di comprendere la propria natura e la propria missione secondo varie direttrici, che hanno il loro fondamento nella Bibbia, e in particolare nel Nuovo Testamento:
- la Chiesa è il popolo di Dio in cammino verso la patria celeste;
- la Chiesa è germe del Regno di Dio nella storia degli uomini;
- la Chiesa è il Corpo di Cristo, di cui lo stesso Gesù Cristo è il capo, e coloro che credono in Cristo sono le membra.

## Dottrina sociale
La Chiesa sostiene che gli insegnamenti di Gesù richiamano i propri membri ad agire in modo particolare rispetto al resto dell'umanità. Pur non sostenendo nessun programma politico particolare la Chiesa ritiene che i suoi insegnamenti si applichino anche al campo politico pubblico e non solo alla sfera privata del fedele. 
Tra questi insegnamenti, come sono stati elaborati recentemente da pensatori cattolici, pronunciamenti dei vescovi e  encicliche papali: la richiesta che ogni persona abbia il diritto alla vita e a condizioni di vita degne del suo essere umano, l'uso e la preservazione dell'ambiente in quanto creazione di Dio, l'accettazione di solo un limitato numero di casi in cui è ammissibile il ricorso alla guerra.
Contributo cattolico al pensiero sociale occidentale è stato il principio di sussidiarietà: in positivo esso esprime che "lo Stato o comunque le compagini sociali di maggiori dimensioni devono sostenere e valorizzare il lavoro delle unità sociali più piccole, riservandosi il solo intervento dove queste unità non vogliono (es. per scarse opportunità economiche), non possono (es. per la grandezza del lavoro da svolgere) o non devono (come nell'amministrazione della giustizia) intervenire".
Anche la stessa categoria di laico (nelle sue diverse accezioni) ha avuto nascita nel pensiero cattolico, soprattutto quando si iniziò a distinguere tra potere temporale e religioso.

## Sacramenti
La chiesa cattolica riconosce sette sacramenti. La chiesa crede e professa che siano stati istituiti direttamente da Cristo. Essi sono:
1. Battesimo
2. Cresima o Confermazione
3. Eucaristia
4. Penitenza o Riconciliazione
5. Unzione dei malati
6. Ordine sacro
7. Matrimonio